# Église Notre-Dame-de-Bon-Repos (Montfavet)
L'église Notre-Dame-de-Bon-Repos est une église située à Montfavet sur la commune d'Avignon dans le Vaucluse.
Elle dépend du diocèse d'Avignon et fait l’objet d’un classement au titre des Monuments historiques de France depuis le 20 juillet 1908.

## Historique
Le cardinal Bertrand de Montfavès achète le fief de Montfavet en 1341, et le nomme dès cette date « Notre-Dame de Bon Repos ». Il désire y fonder un monastère, et où il souhaite être enterré. Les travaux débutent en 1343, peu de temps après là mort du cardinal, pour une période de quatre ans.
Le monastère lui-même prit le nom de son fondateur, mort en 1343 sans avoir pu voir l'ouvrage achevé par les maçons Bertrand et Pierre Folcoaud d'Avignon. Le cardinal sera inhumé sous une dalle, devant l'autel même, en 1343 et, si cette tombe a aujourd'hui disparu, il subsiste encore dans une chapelle voisine celle de Pierre de Cohorn, un noble Suédois exilé et dont l'inscription funéraire (1486) raconte la peu banale odyssée.
Le couvent de Montfavet dépendit d'abord de l'abbaye Saint-Ruf, avant d'être transformé en bénéfice au début du XVe siècle puis d'être uni à l'Œuvre du pont d'Avignon (1452), pour finalement accueillir, en 1613, quelques religieux récollets. En 1759, ceux-ci furent remplacés par des capucins.

## Construction
L'ensemble du monastère, disposait d'une église, encore visible, et actuelle lieu de culte paroissial, et d'un jardin, devenu place de l'église. Au monastère est accolée son église, Notre-Dame-de-Bon-Repos. Isolés en campagne, l'ensemble architectural a été fortifié et compris entre deux puissantes tours carrées, crénelées mais sans mâchicoulis. On peut reconnaître encore, à l'intérieur des bâtiments, la salle capitulaire, le réfectoire, le chauffoir ainsi que l'emplacement des cuisines.
La nef mesure 37 mètres de long, bordée de 12 chapelles.

## Œuvres d'art
Plusieurs objets classés sont visibles dans l'église :
- Vierge à l'Enfant dite Notre-Dame du Bon Repos : statue du XIVe siècle, en pierre, de 1,60 mètre de haut[5]
- le Christ en croix : tableau sur toile. Le cadre, en bois, du XIIIe siècle, est surmonté d'un fronton[6]
- la Dalle funéraire de Pierre de Cohorn, mort en 1479[7]
- Le Maître-autel, du XVIIe siècle, initialement installé à la Collégiale Saint-Pierre d'Avignon[8]

## Protection
L'église et ses tours annexes sont classées au titre des monuments historiques par arrêté du 20 juillet 1908. L'ancienne livrée de Montfavet (le corps central, le corps de liaison entre la livrée et l'église, le sol de la cour primitive, les anciens murs de clôture de la cour primitive) est inscrite par arrêté du 17 janvier 2017.